# Движение свободных офицеров (Египет)
Движение свободных офицеров (араб. حركة الضباط الأحرار‎, Харакат ад-Дуббат аль-Ахрар), Свободные офицеры (араб. الضباط الأحرار‎, ад-Дуббат аль-Ахрар) — тайная национал-республиканская организация в Королевстве Египет, осуществившая Июльскую революцию, в ходе которой была свергнута монархия. Состояла из офицеров среднего звена. Основана подполковником Гамалем Абделем Насером летом 1949 года вскоре после поражения Египта в Арабо-израильской войне 1948 года.
Центром встреч заговорщиков стал 5-й пехотный батальон, располагавшийся в Манкабаде, близ Асьюта (Верхний Египет), где Закария Мохи эд-Дин познакомился с Гамалем Абделем Насером, и где молодые офицеры регулярно встречались и вели долгие разговоры на самые различные темы, из числа этих офицеров впоследствии был сформирован Совет революционного командования Египта.